# Politiezone HerKo
De Politiezone HerKo (zonenummer 5393) is een politiezone die werkt in de Vlaams-Brabantse gemeenten Herent en Kortenberg. Het hoofdkantoor van deze politiezone is gevestigd te Herent.
De politiezone opereert vanuit 2 locaties: de politiekantoren te Herent en Kortenberg aan de respectievelijke gemeentehuizen -de politiehuizen genoemd- waar de onthaalpunten voor de burgers gevestigd zijn en de wijkinspecteurs een kantoor hebben. In het politiehuis te Herent worden eveneens de interventies gecoördineerd en zijn het onderzoeksteam (recherche) en operationeel secretariaat gevestigd.
Het bediende gebied beslaat 6.724,94 ha en telde begin 2007 37.348 inwoners. De zone telt 59 medewerkers. Die kunnen opgedeeld worden in 49 operationele medewerkers (2 commissarissen, 11 hoofdinspecteurs en 35 inspecteurs) en 10 administratieve en logistieke medewerkers. Het voertuigenpark telt 17 wagens, 1 motorfiets, 4 scooters en 6 fietsen.
De vorige korpschef van HerKo, Jan Vanhauwere kwam in 2001 van Diest en vertrok in 2007 om hoofdcommissaris in Leuven te worden. Sindsdien wordt het korps geleid door Walter Endels, oorspronkelijk uit Huldenberg.
Een van de opvallende slogans die binnen de politiezone gebruikt wordt is: Als U voorbij flitst, flitsen wij terug.

## Geschiedenis
Kortenberg had een rijkswachtkorps sinds 1798. Al van bij aanvang was de rijkswacht gevestigd in een gebouw op de hoek van de Leuvensesteenweg en de Stationsstraat. Eerst in het oude bareelhuis waar daarvoor de tol werd geheven op de steenweg, vanaf 1907 in een nieuw gebouwde kazerne, die in 1984 terug door een nieuw gebouw werd vervangen. Waar de kledij in het begin van de twintigste eeuw nog vooral gekenmerkt werd door een berenmuts, was die rond 1950 al vervangen door een ronde pothelm. Tot 1914 reden de rijkswachters te paard, daarna werd een fiets het standaard transportmiddel.
Daarnaast was er een landelijke politie in zowel Herent (en vroegere gemeenten Veltem-Beisem en Winksele) als Kortenberg (en vroegere gemeenten Erps-Kwerps, Meerbeek en Everberg) met veldwachters.